# Карельских, Дмитрий Константинович
Дмитрий Константинович Карельских (15 мая 1888 года, Москва — 3 сентября 1953 год, Москва) — советский учёный-машиностроитель, член-корреспондент Академии артиллерийских наук (19.12.1949),  заслуженный деятель науки и техники РСФСР (1946).

## Биография
Родился 15 мая 1888 года в селе Алексеевское недалеко от Москвы (сейчас — в черте города). Сын Константина Павловича Карельских — статского советника, главного инженера московских водопроводов (бывшего крепостного). После окончания Воскресенского частного реального училища в 1908 г. поступил в Московское императорское высшее техническое училище (ныне МГТУ им. Н. Э. Баумана). С 1912 г. одновременно работал практикантом в ремонтных мастерских Московского городского водопровода. В феврале 1915 - ноябре 1917 г. работает в Московской городской управе и принимает участие в работе Комиссии по осмотру автомобилей Комиссии Военного ведомства. Одновременно с сентября 1915 г. работает в Автомобильном отделе Всероссийского земского союза, где последовательно занимает должности инспектора по гаражам на фронте, заведующего отделом технической эксплуатации, заведующим конструкторским бюро, начальник отдела технической организации. Одновременно с 1917 г. начинает преподавательскую деятельность в школе автомехаников при Комитете Военно-технической помощи, а с 1918 г. на кафедре теплотехники в Московском высшем техническом училище. В 1918 г. как известный автомобилист работает в Автосекции, а затем в научно-учебном отделении Московского экономического комитета, а с августа 1918 г. - в лаборатории двигателей внутреннего сгорания Экспериментального института наркомата путей сообщения. С августа 1919 г. работает в Научной автомобильной лаборатории (НАЛ) в качестве заведующего конструкторским бюро и члена коллегии, а так же одновременно в Комиссии по организации постройки аэросаней при Чрезвычайном уполномоченном по снабжению Красной армии. В 1921 г. НАЛ была преобразована в Научный автомобильный и автомоторный институт (НАМИ), а Карельских назначается начальником лаборатории испытаний тракторов, их узлов и агрегатов. С 1925 г. - начальник отдела тракторов НАМИ. С сентября 1928 г. - старший инженер лаборатории испытаний Всесоюзного института механизации сельского хозяйства. В сентябре-декабре 1929 г. находился в командировке в Германии по изучению научно-исследовательских работ и оборудования учебных лабораторий тракторостроения. С 1930 г. - заведующий кафедрой автомобили и тракторы Московского института механизации и электрификации сельского хозяйства. С августа 1933 г. - заведующий кафедрой тракторов Московского автомеханического института (МАМИ) им. М. В. Ломоносова. В годы Великой Отечественной войны был консультантом танкового Конструкторского бюро И. А. Астрова. В сентябре 1948 - марте 1950 г. - одновременно декан тракторного факультета института. С марта 1950 г. работал одновременно научным консультантом НИИ-3 Академии артиллерийских наук.
Крупный ученый в области автомобилестроения и эксплуатации автотракторной техники. Является автором конструкции тормозного механизма аэросаней. Под его руководством разработаны и внедрены несколько тормозных установок для исследования работы колесных и гусеничных тракторов, а также методика испытаний тракторов. Спроектировал в 1923-1928 гг. совместно с инженером Петровым и построил опытную модель малолитражного двухместного автомобиля, конструктивной особенностью которого было применение несущего кузова в виде деревянной фермы и планетарной коробки передач. Разработал ротационные динамографы с электрическими методами замера мощности двигателя и мощности на ведущих колесах. Занимался совершенствованием ходовых систем танков и гусеничных машин.. Создал специальную аппаратуру для исследования гусеничных машин в полевых и дорожных условиях. Много внимания уделял подготовке научных и педагогических кадров, являлся научным руководителем около двадцати аспирантов и соискателей.
Похоронен на Введенском кладбище (4 уч.).

## Научные труды
- Лабораторные испытания тракторов в Персиановке. М., 1927. 259 с.;
- Руководство по трактору «Интернационал» 10/20 и 15/30. М.: Книгосо-юз, 1929. 152 с.;
- Запасные части к трактору «Интернационал», «Мак-Кормик Диринг». Модель 15/30 и 10/20. М.: Книгосоюз, 1929. 150 с.;
- Руководство по трактору «Интернационал» 10/20, 15/30 и 22/36. 2-е изд. М.: Книгосоюз, 1930. 167 с.;
- Руководство по трактору «Интернационал» 10/20, 15/30 и 22/36. 3-е изд. М.: Гос. изд-во с-х и кол-кооп. лит-ры, 1931. 160 с.;
- Трактор и автомобиль. Вып. 1. Двигатели. М.-Л.: Гос. изд-во с-х и кол-кооп. лит-ры, 1931.114 с.;
- Тракторы и автомобили. М.: Сельколхозгиз, 1932. 203 с.;
- Трактор, его работа и конструкция. М.-Л.: Госмашметиздат, 1933. 532 с.;
- Руководство по тракторам СТЗ и ХТЗ. М.-Л.: Сельхозгиз, 1933. 128 с.;
- Тракторы и автомобили: Учебник. М.-Л.: Сельхозгиз, 1933. 320 с.;
- Конструкция и расчет трактора. М.-Л.: ОНТИ, 1936. 261 с.;
- Конструкция и расчет тракторов и автомобилей: Учебное пособие. Часть 3. Трансмиссия и ходовая часть. М.: Сельхозгиз, 1936. 541 с. (соавтор Нефедов В. В.);
- Тракторы и автомобили: Учебник. Изд. 2-е испр. М.: Сельхозгиз, 1936. 288 с.;
- Теория, конструкция и расчет тракторов. М.: Машгиз, 1940. 520 с. (соавтор М. К. Кристи);
- Описательный курс танков и тракторов / Под ред. М. М. Кристи. М.-Свердловск: Машгиз, 1944. 319 с. (соавторы Зайчик Г. И., Магидович Е. И.);
- Теория, конструкция и расчет тракторов: Учебник (соавторы Апашев М. Д., Барский И. Б.). Ч. 1. Устройство, конструкция и работа тракторов. М., 1950. 228 с.;
- Ч. 2. Теория и расчет двигателей. М., 1950. 236 с.; Ч. 3. Теория и расчет шасси тракторов. М., 1950. 144 с.

## Награды
- орден Ленина.
- орден Трудового Красного Знамени
- медалями: «За оборону Москвы», «За доблестный труд в Великой Отечественной войне 1941—1945 гг.» и «В память 800-летия Москвы».
- Заслуженный деятель науки и техники РСФСР (1946).